# Evinus peri
Evinus peri är en insektsart som beskrevs av Anufriev 1994. Evinus peri ingår i släktet Evinus och familjen dvärgstritar. Inga underarter finns listade i Catalogue of Life.